# ジュゼプ・メストレス・クアドレニ
ジュゼプ・マリア・メストレス・クアドレニ（Josep Maria Mestres Quadreny、1929年3月4日 - 2021年1月18日）は、スペイン・カタルーニャの作曲家。

## 略歴
1929年、カタルーニャ地方のバルセロナ県マンレザに生まれる。バルセロナ大学で科学を学んでいたが、音楽に興味を示すようになる。レオノール・シッグとローザ・マリア・クチャルスキーの下でピアノを学び、音楽理論をCristòfor Taltabullで学ぶ（1956年から1959年まで）。
1968年に、カタルーニャの現代音楽のためのグループを設立する。グループと共に活動を行い、カタルーニャにおける現代音楽の普及に努める。1974年に電子音楽の研究所を設立する。1977年と1979年にはカタルーニャ作曲家協会の会長を務めた。また、ダルムシュタット夏季現代音楽講習会にも参加している。
また教師としても活動している。スペインのテレビ局はクアドレニの生活と仕事について1977年と1984年に2つのドキュメンタリー作品を制作している。
2021年、外科手術の合併症により死去。91歳没。

## 作品
クアドレニはオペラやバレエ音楽、映画音楽、付随音楽などを多く作曲している。また電子音楽に興味を示しており、テープ録音を使用した作品も多く作曲している。この他ギター作品も多い。
- ピアノのためのソナタ（1957）
- ギターのための前奏曲（1968）
- 磁気テープのための『キーナ』（1979）
- オルガンのための『夏至』（1999）